# Idbury
Idbury – wieś w Anglii, w hrabstwie Oxfordshire, w dystrykcie West Oxfordshire. Leży 32 km na północny zachód od Oksfordu i 114 km na zachód od Londynu. W 2001 miejscowość liczyła 112 mieszkańców.